# SN 2006rg
SN 2006rg – supernowa typu Ia odkryta 1 listopada 2006 roku w galaktyce A233231+0854. Jej maksymalna jasność wynosiła 19,01m.